# Pierre Léon (regista)
Pierre Léon (Mosca, 11 novembre 1959) è un regista, attore e critico cinematografico francese.

## Biografia
Pierre Léon è il figlio del giornalista Max Léon, ex corrispondente de L'Humanité da Mosca, e fratello del regista Vladimir Léon. Ha vissuto nella capitale russa fino al 1975, quando si è trasferito in Francia. Lì ha proseguito gli studi in letteratura e cinema. Ha lavorato per un periodo come critico musicale presso il quotidiano Libération. È apparso come attore in diversi film, tra cui Toutes ces belles promesses di Jean-Paul Civeyrac. Nel 2016 il suo film Deux Rémi, deux viene presentato alla Viennale. Come critico cinematografico ha scritto regolarmente sulla rivista Trafic.
Ha pubblicato due romanzi: Comme de la peste nel 1992, e Le Pont de Moscou nel 1994.

## Filmografia parziale

### Regista
- Octobre (2006)
- Guillaume et les Sortilèges (2007)
- L'Idiot (2008)
- Deux Rémi, deux (2016)

### Attore
- Toutes ces belles promesses, regia di Jean-Paul Civeyrac (2003)
- Octobre (2006)
- L'Idiot (2008)
- Saint Laurent, regia di Bertrand Bonello (2014)
- Tout de suite maintenant, regia di Pascal Bonitzer (2016)
- Barbara, regia di Mathieu Amalric (2017)
- Madame Hyde, regia di Serge Bozon (2018)